# 天主教貝雷納教區
天主教貝雷納教區（拉丁語：Dioecesis Bereinitanus）是巴布亞紐幾內亞一個羅馬天主教教區，屬莫爾茲比港總教區。
1959年7月16日設尤爾島宗座代牧區。1966年11月15日升為教區並易名至今。
2012年有教友84,000人（佔轄區總人口86.5%）、十三個堂區、廿二名司鐸。現任教區主教為奧托·塞帕里。